# Scaevola mollis
Scaevola mollis är en tvåhjärtbladig växtart som beskrevs av William Jackson Hooker och Arn. Scaevola mollis ingår i släktet Scaevola och familjen Goodeniaceae. Inga underarter finns listade i Catalogue of Life.